# Yale Motor Company
Yale Motor Company, vorher Denison Motor Carriage Company, war ein US-amerikanischer Hersteller von Automobilen.

## Unternehmensgeschichte
Der Elektroingenieur Julian F. Denison betrieb die Denison Electric Engineering Company. 1898 gründete er zusätzlich die Denison Motor Carriage Company. Seine Partner waren E. S. Walton und Julian R. Tinkham von der Tinkham Cycle Company. Der Sitz befand sich in New Haven in Connecticut. Sie stellten Automobile und Motoren her. Der Markenname lautete bis 1901 Denison.
1900 oder 1901 änderte sich der Markenname auf Yale. 1901 erfolgte die Umfirmierung in Yale Motor Company. 1902 endete die Produktion.

## Fahrzeuge
Ein Modell war ein Dreirad. Es entstand für Tinkham und wurde als Tinkham vermarktet.
Die eigenen Modelle hatte vier Räder. Ein selbst entwickelter Zweitaktmotor trieb sie an.
Außerdem ist ein Omnibus mit neun Sitzen überliefert. George D. Jones war der Käufer.